# West Texas Intermediate
West Texas Intermediate (WTI) известная также как Texas light sweet — марка нефти, которая добывается в штате Техас (США), плотность в градусах API составляет 39,6°, плотность 827 кг/м³, содержание серы — 0,4—0,5 %. В основном используется для производства бензина, поэтому на этот и сходные сорта нефти высокий спрос, в частности, в США и Китае.
Цены на нефть во многом определяются по стоимости марки West Texas Intermediate, торгуемой на бирже NYMEX с 1983 года. Обычно фьючерсы на WTI устанавливаются на поставки до хабов в Кушинге, штат Оклахома, США.

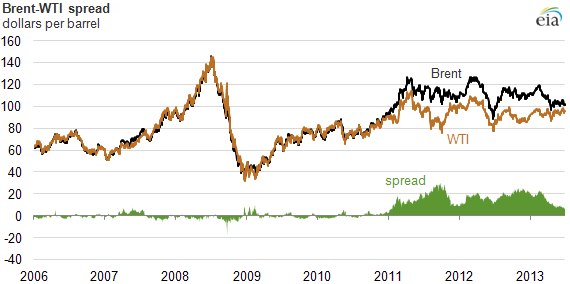
Цены на смесь Brent и маркерную нефть West Texas Intermediate (США) с 2006 по 2013 год, также показана разность цен между ними (данные EIA).

WTI и ещё одна основная марка, Brent, представляют практически один и тот же продукт по составу. Длительное время разница между их ценами была невелика. Обычно Brent торговалась на 1—4 доллара США за баррель ниже, чем WTI, из-за более высокой стоимости доставки до США. Однако с 2011 года паритет изменился, и Brent стала торговаться с премией в 10—20 долларов за баррель к ценам WTI. Разница в цене между ними может объясняться различными способами, в том числе: прямой связью фьючерсов на WTI с физическими поставками (до них доходит 3—4 % контрактов), в отличие от более удобных для торговли и спекуляций непоставочных фьючерсов на Brent; загруженностью инфраструктуры г. Кушинга (затоваривание нефтехранилищ); большим экономическим ростом стран, импорт которых задается ценами Brent.
От цен на WTI и Brent прямо или косвенно зависят экспортные цены на 2/3 мировых сортов нефти, несмотря на то, что добыча собственно сорта WTI составляет менее 1 % от всей мировой добычи нефти.
20 апреля 2020 года впервые в истории WTI за май 2020 цена была отрицательной (минус 37,63 долларов за барелль), а за июнь 2020 цена была 20,43[уточнить] долларов за баррель, из-за сокращения добычи нефти в период пандемии COVID-19 и переполнения незарезервированных хранилищ в Кушинге.